# 克洛諾斯 (短片)
《克洛諾斯》（英語：Cronos）是導演楊婕在2015年夏天製作的短片。全片11分鐘，只有三位白人演員互動，描述一位父親，與自己的年輕女友和兒子，一起去海邊度假，但父親意外的發現自己對兒子，有著無法控制的嫉妒...
在希臘神話中，克洛諾斯是第二代泰坦諸神的首領，因為聽信自己將被子女所推翻的預言，所以子女一出生就吞進自己肚子裡，最後被宙斯所推翻，該片以此隱喻男主角的心態。

## 參展與獲獎紀錄
- 2015年底，第38屆金穗獎一般組劇情類競賽 入圍
- 2016年3月底，楊婕以該片贏得金穗獎的一般作品個人單項表現獎 —— 最佳剪輯獎。

頒獎時的頌辭為「一家三口的海邊戲水日光浴，剪輯將導演的鏡頭語言、演員表情精準掌握，發揮剪輯蒙太奇的效果，展現了影像的魅力」。因為頒獎時楊婕人在美國，所以由好友代為領獎，並代為發表得獎感言。楊婕的感言中說，這是她第三次將作品送交金穗獎參賽，這次終於入圍，娘家（金穗獎）對她很嚴格，但嚴格是好事，讓她能在外在的掌聲以外，知道自己還有很多不足的地方。
- 2016年4月，美國影展（USA Film Festival）劇情短片類競賽 入圍[2]。
- 2016年5月，美國布魯克林影展（Brooklyn Film Festival）劇情短片類競賽 入圍[3]。
- 2016年6月，美國亞美國際影展（Asian American International Film Festival）短片類 入圍[4]。
- 2016年9月，高雄電影節國際短片競賽 入圍。[5]。

## 影評
影評人陳樂融評論「...至於楊婕導演、僅三個外國演員的「克洛諾斯」水準最高，頗有上世紀法國新浪潮小品神韻，忌妒與猜疑的真假論辯，11 分鐘超簡短有力」；影評人張硯拓評論「...全英文／全西方演員的陣容，講一個逆向的伊底帕斯情結，張力相當強，在無雲的海邊，日曬如全知之眼逼視著一切，這麼特別的題材選擇，同樣讓人眼睛一亮」；網路影評人板凳桌，則對《Cronos》的劇本與影像處理，給予相當正面的評價。

## 製片花絮
《Cronos》製片團隊花費三小時交通時間，抵達漢普頓海邊開拍該片的第一天，就發生男主角下水後身體不適的意外。在團隊成員已打算放棄拍攝時，楊婕臨危不亂，使用身體局部與遠景替身，現場更改分鏡腳本、分鏡拍攝表與拍攝流程，戰鬥般的拍了一天，所幸男主角身體沒有大礙，第二天之後能繼續將電影拍完。

## 外部連結
- 《克諾諾斯》影片（預告）
- 《克諾諾斯》的IMDb專頁